# Frustrazione (film 1972)
Frustrazione (Dr. Phibes Rises Again) è un film del 1972 diretto da Robert Fuest e interpretato da Vincent Price
Film di genere horror, è il seguito de L'abominevole dr. Phibes del 1971.

## Trama
Il dottor Phibes, dopo tre anni di sonno profondo, si risveglia perché deve partire per l'Egitto in quanto di lì a pochi giorni una favorevole congiunzione astrale farà riemergere il Fiume della Vita nascosto in una tomba faraonica, grazie al quale tenterà di resuscitare la moglie. Prima però deve recuperare il papiro su cui è segnata l'esatta ubicazione della montagna sotto a cui scorre il fiume, papiro in possesso del miliardario Darius Biederbeck, intento, anche lui, a ricercare il Fiume per la vita eterna. Egli infatti ha più di cento anni e si mantiene in vita grazie ad un'ampolla in cui è contenuta un po' di acqua miracolosa che sta terminando.
Dopo l'uccisione del maggiordomo del miliardario in circostanze inconsuete la polizia di Scotland Yard, che anni prima aveva dato la caccia a Phibes senza successo, si mette sulle sue tracce.
Phibes, assieme alla misteriosa e taciturna assistente Vulnavia (morta nel primo film ma misteriosamente rediviva) si imbarca su una nave per l'Egitto sulla quale viaggia anche il miliardario ed il suo assistente, che uccide dopo che ha scoperto il corpo della moglie. Giunto in Egitto trova il tempio nascosto che egli aveva già attrezzato anni prima per compiere il rito. Qui trova anche Biederbeck, giunto assieme all'amata fidanzata Diana nei pressi della montagna dove ha allestito un campo base di ricerca camuffata da scavo archeologico. Per ultimi giungono gli imbranati poliziotti di Scotland Yard che hanno seguito le tracce lasciate da Phibes i quali però si dimostreranno degli inetti e non riusciranno a fermare il dottore.
Biederbeck ruba il sarcofago in cui Phibes ha riposto l'adorata moglie defunta in attesa del rito ma il malvagio dottore riuscirà a recuperarlo ed a rapire a sua volta Diana, minacciando il miliardario di ucciderla se non gli renderà una chiave necessaria ad aprire i cancelli che faranno scorrere il magico fiume. Ottenuta la chiave e salvata Diana il dottor Phibes varcherà la soglia del Fiume della Vita assieme alla moglie e a Vulnavia, mentre Darius Biederbeck subirà il declino definitivo, invecchiando velocemente in acqua.